# João Vítor de Oliveira
João Vítor Ferreira de Oliveira (né le 15 mai 1992 à Marília) est un athlète brésilien, spécialiste du 110 m haies.
Son record est de 13 s 68, avec les haies de 99 cm, ce qui correspond au record sud-américain des moins de 19 ans obtenu en 2011. Il s'entraîne à San Diego, en Californie.
Le 16 mai 2015 il porte son record avec les haies normales à 13 s 63 (vf 1,4 m/s) à São Bernardo do Campo, puis le 28 juillet 2015, il court en 13 s 47 à Tábor, ce qui le qualifie pour les Championnats du monde à Pékin où il porte son record à 13 s 45 en demi-finale, ce qui constitue le minima pour les Jeux olympiques de Rio.